# Ёсимасу, Годзо
Годзо Ёсимасу (яп. 吉増　剛造 Ёсимасу Го:дзо:, р. 22 февраля 1939) — японский поэт, видный представитель поэтического авангарда. Один из пионеров стиха-хэппенинга, поэтического перформанса и видеоарта.

## Биография
Окончил филологический факультет университета Кэйо (отделение японской литературы). Испытал влияние поэзии битников. Дебютный сборник «Старт» (出発, 1969) считается манифестом нонконформистского течения гэндайси. Широкая известность пришла в начале 1970-х гг. после публикации сборников «Златостих» (黄金詩篇, 1970) и «Башня мозга» (頭脳の塔, 1971). В граничащих с потоком сознания и смещающих причинно-временные связи экспериментальных по форме стихах, в которых сильны визионерские мотивы, Ёсимасу создаётся контркультурный антимир, противостоящий технократическому общественному порядку и порождённым им ценностям потребления и масскульта. Лауреат премии Таками Дзюна (1970) и других литературных наград. В 2003 году удостоен государственной Медали пурпурной ленты. На русский язык А. Долиным и Т. Соколовой-Делюсиной переведены отдельные стихотворения разных лет.

## Избранные сборники стихов
- «Старт» (出発, 1964)
- «Златостих» (黄金詩篇, 1970, премия Таками Дзюн)
- «Королевство» (王國, 1973)
- «Ветер преисподней — тысяча ступеней» (熱風 a thousand steps, 1979). Пер. на англ. (1980)
- «Осирис, бог камней» (オシリス、石ノ神, 1984)
- «Спираль стихов» (螺旋歌, 1990)
- «На входе в дом фейерверков» (花火の家の入口で, 1995)
- «Снежный остров или призрак Эмили» (「雪の島」あるいは「エミリーの幽霊」, 1998)
- Поэма «Грохот» (長篇詩 ごろごろ, 2004)
- «Другой голос» (The Other Voice, 2002)
- «Небесный змей, фиолетовый цветок» (天上ノ蛇、紫のハナ, 2005)
- «Дерево, которого нигде нет» (何処にもない木, 2006)
- «Омотэ-гами» (表紙, 2009, премия Майнити)

## Издания на русском языке
- Годзо Ёсимасу // Голоса вещей. Послевоенная японская поэзия гэндайси / Пер. А. Долина. — М.: Радуга, 1989. — С. 109—122.. В сборник вошли стихотворения «Как безумный, с утра», «Против течения», «Хватит, жизнь», «Гореть», «Зелёная сила», «Желание», «Вернуться», «Справа — корабль-призрак Азии», «Пылающие руки Моцарта».
- Годзо Ёсимасу // Странный ветер. Современная японская поэзия / Пер. Т. Соколовой-Делюсиной. — М.: Иностранка, 2003. — С. 3—18. — ISBN 5941451660.. В сборник вошли стихотворения «Гореть», «Горящие руки Моцарта», «Древняя обсерватория», «От космической станции к северу», «Шива, Сииба», «Нью-Йорк, 4.30».